# Nycteridopsylla eusarca
Nycteridopsylla eusarca är en loppart som beskrevs av Alfonso Dampf 1908. Nycteridopsylla eusarca ingår i släktet Nycteridopsylla och familjen fladdermusloppor. Inga underarter finns listade i Catalogue of Life.